# Ravenstein (gemeente)

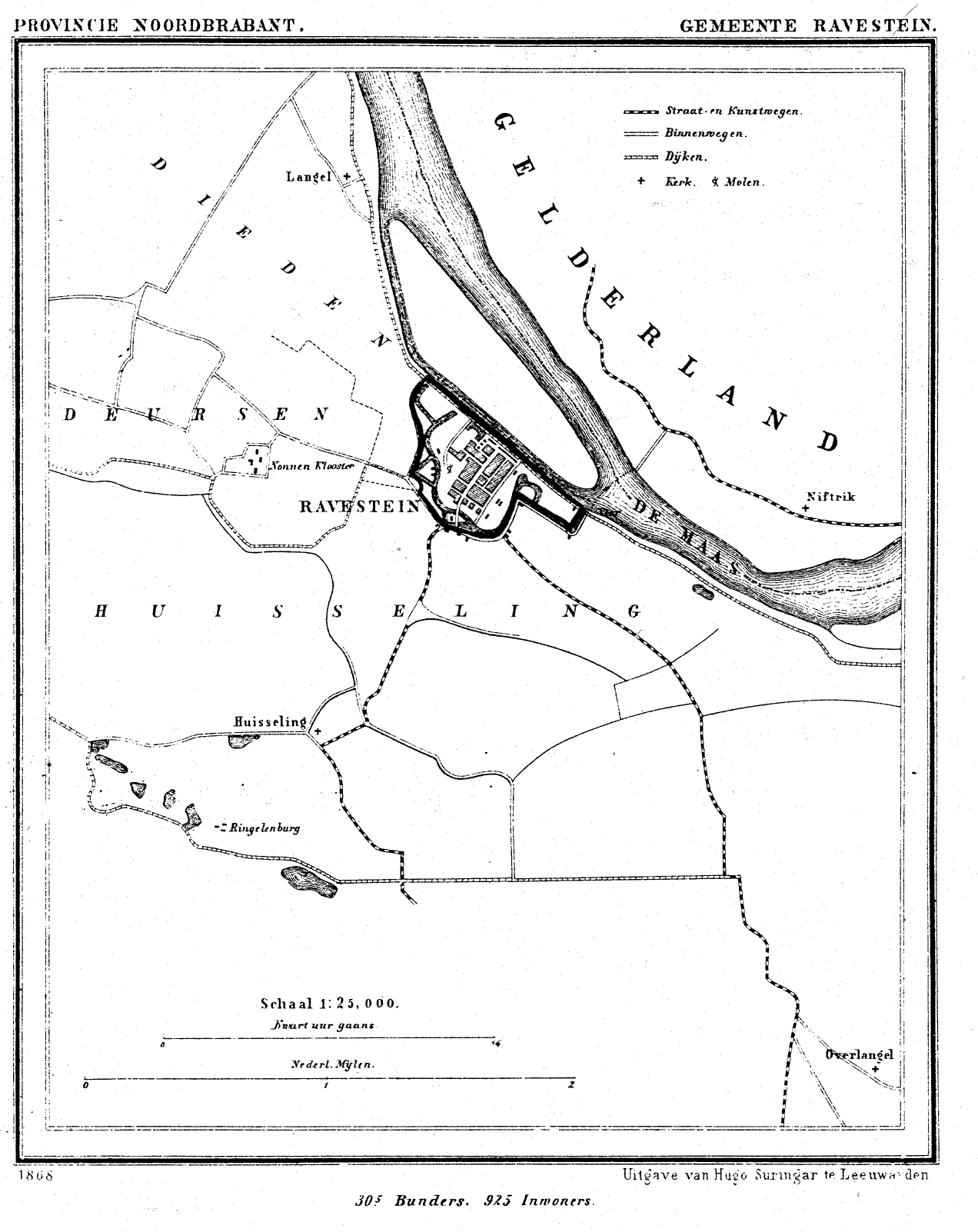
Ravenstein in 1868

Ravenstein is een voormalige gemeente in de provincie Noord-Brabant. Ravenstein was de hoofdplaats van de gemeente, waar ook Demen, Dennenburg, Deursen, Dieden, Herpen, Huisseling, Keent, Koolwijk, Neerlangel, Neerloon en Overlangel deel van uitmaakten.
Sinds 1 januari 2003 vormen Ravenstein en bovengenoemde plaatsen na een gemeentelijke herindeling een deel van de gemeente Oss.

## Geschiedenis
In 1923 werden de gemeenten Deursen en Dennenburg, Dieden, Demen en Langel en Huisseling en Neerloon geannexeerd. In 1941 werd Herpen aan de gemeente Ravenstein toegevoegd. Keent kwam in 1958 bij de gemeente. Voor de annexaties in 1923 had de gemeente een oppervlakte van slechts 30 hectare.
Een opmerkelijke gebeurtenis in de recente geschiedenis van de gemeente voltrok zich op 16 november 2000. Ravenstein was een zelfstandige gemeente met ongeveer 8500 inwoners. Op die datum besloot de gemeenteraad de gemeente op te heffen. Dit heeft uiteindelijk geleid tot de samenvoeging met de gemeente Oss in 2003. De gang van zaken is opmerkelijk omdat gemeentes zich in de meeste gevallen juist verweren tegen annexaties door andere gemeentes.

## Verwante onderwerpen
- Ravenstein (stad)
- Land van Ravenstein
- Lijst van burgemeesters van Ravenstein